# شمارش معکوس (مجموعه تلویزیونی ایرانی)
شمارش معکوس نام یک مجموعهٔ تلویزیونی به کارگردانی محرم زینال‌زاده است که در سال ۱۳۷۴ تولید و از شبکه ۲ پخش گردید.

## خلاصه داستان
در گرماگرم وقایع انقلاب ۵۷، یک افسر شهربانی به نام «ناصر» در تدارک ازدواج با دختری به نام «شیرین» است. «هادی» برادر شیرین، یک مسلمان انقلابی است که از سوی یکی از مأموران سازمان امنیت به نام «اسدی» تحت تعقیب است. اسدی، ناصر را مأمور می‌کند که او را دستگیر کند. این مأموریت، ناصر را در مقابل خانواده‌اش و شیرین  قرار می‌دهد و مشکلاتی را برای او به‌وجود می‌آورد...

## بازیگران و عوامل تولید

### بازیگران
- مجید جعفری
- داریوش مؤدبیان
- فریبا کوثری
- زهره صفوی
- اردلان شجاع‌کاوه
- رامسین کبریتی
- قوام گرامی
- اسفندیار علمداری
- محمدعلی سعیدی
- اسفندیار یگانه
- رایا نصیری
- جعفر توکلی
- علی رامز
- بابک والی
- حسین علائی
- فرزانه علائی
- اصغر امیدوار خرم
- حبیب ثامنیه
- فرهادفاتحی
- سیاوش پورمهدی
- نسیم آسترکی
- داود آسترکی
- محمدکاظم سالمی
- اکبر هنرمند
- احمد معصومی‌راد
- ناهید نصیری
- عزیز علیزاده
- قاسم بزرگی
- مهدی نادری
- اسماعیل صابر
- بهرام درنگ
- غلامحسین مرادی
- حمید ارباب
- هرمز لاهیجانی
- محمد محمدزاده

### عوامل تولید
- کارگردان: محرم زینال‌زاده
- فیلمنامه: سعید سلطانی
- تصویربردار: سعید مهمانچی، شهره قاجاریه
- دستیاران تصویربردار: قاسم بزرگی، حمید صلوات‌زاده
- چهره پردازان: اردلان خردمند، مینا قدسی
- برنامه ریز و دستیار اول کارگردان: سعید سلطانی
- دستیار دوم کارگردان: مهدی طاهری
- منشی صحنه: حمید ارباب
- مدیر تدارکات: عزیز علیزاده
- تدارکات: بهرام درنگ، غلامحسن مرادی، کرامت واحدی
- مسئول فنی: حسن نقدی
- تهیه‌کننده: اسماعیل عفیفه
- فرمت تصویر: ویدئویی
- تعداد قسمت‌ها: ۱۶ قسمت
- مدت زمان: ۷۰۰ دقیقه
- محصول: گروه فیلم و سریال شبکه ۲
- سال تولید و پخش: ۱۳۷۴